# Richard Stoddert Ewell

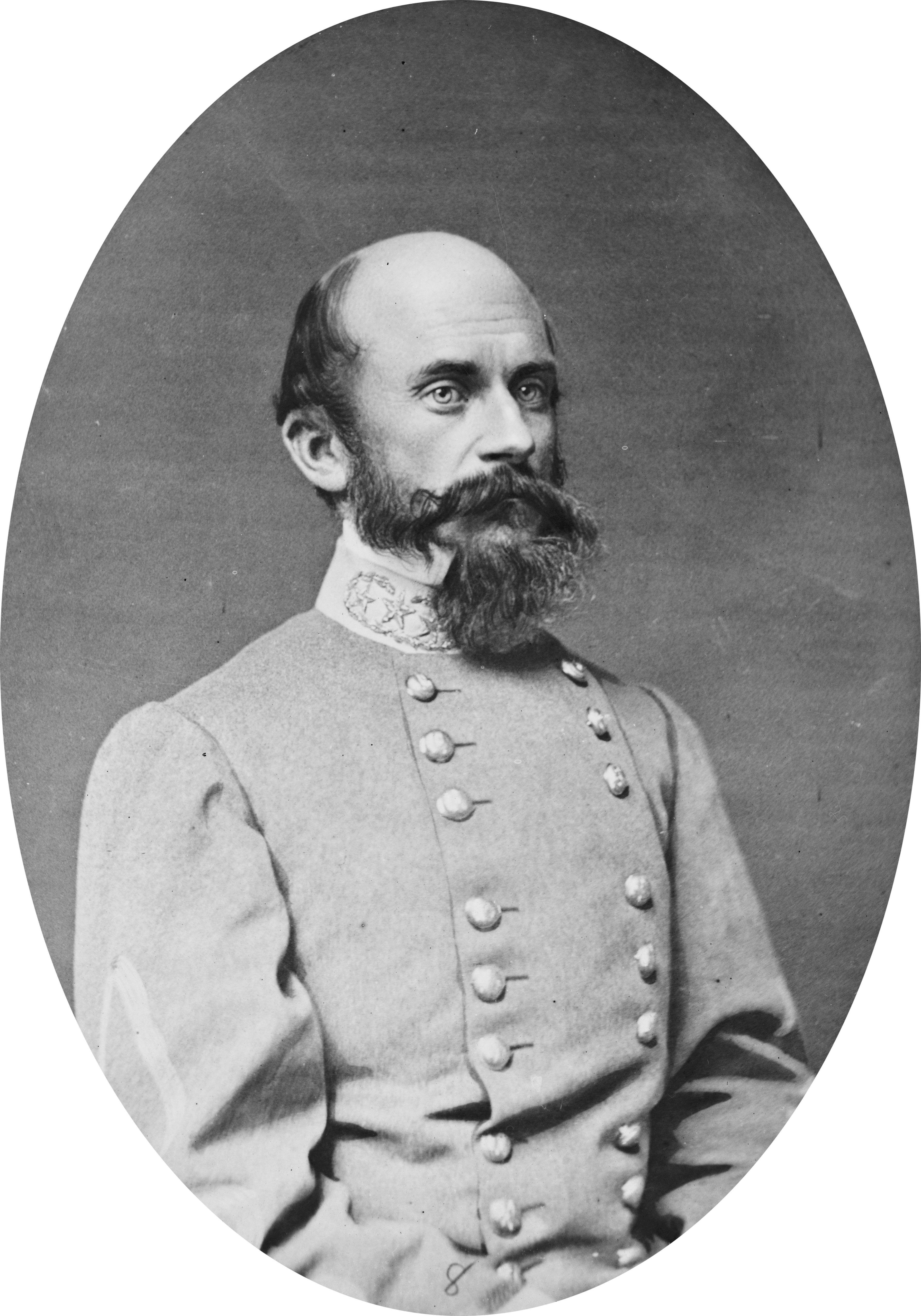
Richard Stoddert Ewell

Richard Stoddert Ewell (* 8. Februar 1817 in Georgetown, Washington, D.C.; † 25. Januar 1872 in Spring Hill, Tennessee) war bis 1861 Hauptmann des US-Heeres, danach General im konföderierten Heer im Amerikanischen Bürgerkrieg und nach dem Krieg Farmer.

## Leben
Nachdem er die Militärakademie in West Point, New York 1840 als 13. von 42 (in seinem Abschlussjahrgang war unter anderem auch der spätere Oberbefehlshaber des US-Heeres, William T. Sherman) abgeschlossen hatte, wurde er Leutnant der Dragoner. Ewell zeichnete sich im Mexikanischen Krieg und bei Kämpfen gegen die Indianer aus und war zum Zeitpunkt der Sezessionskrise zum Hauptmann aufgestiegen.
Er gab sein Patent 1861 zurück und wurde Oberst im konföderierten Heer. Zum Brigadegeneral befördert, war er an der ersten Schlacht am Bull Run beteiligt, allerdings an einem eher ruhigen Frontabschnitt. Anfang 1862 wurde er zum Generalmajor befördert und war einer von Stonewall Jacksons wichtigsten Untergebenen während des Shenandoah-Feldzuges 1862. Ewell diente auch auf der Halbinsel unter Jackson, bevor er in der Eröffnungsphase der zweiten Schlacht am Bull Run schwer verwundet wurde. Er verlor ein Bein, und es dauerte fast ein Jahr, bis er wieder ein Kommando übernahm.
Als Robert E. Lee nach der Schlacht bei Chancellorsville im Mai 1863 seine Armee für den geplanten Marsch nach Norden reorganisierte, übergab er dem genesenen und zum Generalleutnant beförderten Ewell das II. Korps der Nord-Virginia-Armee, das sich vor allem aus Jacksons ehemaligen Großverbänden zusammensetzte. Mit diesem Korps gelang Ewell in der zweiten Schlacht von Winchester vom 13.–15. Juni 1863 ein erster Achtungserfolg, und auch zu Beginn der Schlacht von Gettysburg gelang es seinen Truppen, die rechte Flanke der Potomac-Armee, das XI. Korps, in die Flucht zu schlagen. Danach erhielt Ewell von Lee den Auftrag, die wichtigen Hügel Cemetery Hill und Culp’s Hill falls möglich einzunehmen. Ewell hielt dies für nicht möglich und entschied sich, erst nach Eintreffen der dritten Division des II. Korps anzugreifen. Als die Division bereitstand, war jedoch die Dunkelheit hereingebrochen und der Angriff unterblieb. Diese mit Blick auf Ewells Kenntnisstand vertretbare Entscheidung wurde von Zeitgenossen und Historikern mehr oder weniger heftig kritisiert.
Im Herbst 1863 wurde Ewell wieder verwundet, dieses Mal aber leichter, und so war es ihm 1864 möglich, sein Korps in die Schlacht in der Wilderness zu führen. Nach der Schlacht bei Spotsylvania Court House wurde Ewell von Lee offiziell wegen „gesundheitlicher Probleme“ von seinen Pflichten als Kommandierender General entbunden und als Befehlshaber des ruhigeren Wehrbereichs Richmond eingesetzt. In Wirklichkeit jedoch war Lee mit Ewells Leistungen unzufrieden. Ewells Bemühungen, wieder als Kommandierender General des II. Korps eingesetzt zu werden, scheiterten an Lees Widerstand. Das Kommando des Wehrbereichs Richmond behielt er bis zum Fall der Stadt. Auf dem Rückzug nach Westen wurde er während der Gefechte am Saylor’s Creek mit seinen Truppen vom Rest der Nord-Virginia-Armee abgeschnitten und gefangen genommen und nach Fort Warren gebracht, von wo er erst im Sommer 1865 entlassen wurde.
Seinen Lebensabend verbrachte Ewell in Ruhe als Farmer in Tennessee, wo er am 25. Januar 1872 starb. Er ist auf dem Nashville City Cemetery in Nashville beerdigt.
Im Gegensatz zu vielen anderen hochrangigen konföderierten Offizieren hatte sich Ewell kaum an der Diskussion über die Schuld an der Niederlage von Gettysburg beteiligt.